# Partido Democrata Cristão de São Marino
O Partido Democrata Cristão de San Marino (em italiano: Partito Democratico Cristiano Sammarinese, PDCS) é um partido político de San Marino.
Fundado em 1948, o PDCS tinha como partido referente em Itália, a Democracia Cristã.
O PDCS segue uma linha democrata-cristã, sendo um partido observador do Partido Popular Europeu.

## Resultados eleitorais

### Eleições legislativas
| Data | CI. | Votos | %            | +/- | Deputados | +/-     | Status   |
| ---- | --- | ----- | ------------ | --- | --------- | ------- | -------- |
| 1949 | 2.º | 2 019 | 42,3 / 100,0 |     | 25 / 60   |         | Oposição |
| 1951 | 1.º | 1 917 | 43,0 / 100,0 | 0,7 | 26 / 60   | 1       | Oposição |
| 1955 | 1.º | 2 006 | 38,2 / 100,0 | 4,8 | 23 / 60   | 3       | Oposição |
| 1959 | 1.º | 2 815 | 44,3 / 100,0 | 6,1 | 27 / 60   | 4       | Governo  |
| 1964 | 1.º | 5 939 | 46,8 / 100,0 | 2,5 | 29 / 60   | 2       | Governo  |
| 1969 | 1.º | 5 708 | 44,0 / 100,0 | 2,8 | 27 / 60   | 2       | Governo  |
| 1974 | 1.º | 5 451 | 39,6 / 100,0 | 4,4 | 25 / 60   | 2       | Governo  |
| 1978 | 1.º | 6 380 | 42,3 / 100,0 | 2,6 | 26 / 60   | 1       | Oposição |
| 1983 | 1.º | 7 068 | 42,1 / 100,0 | 0,2 | 26 / 60   | Estável | Oposição |
| 1988 | 1.º | 9 001 | 44,1 / 100,0 | 2,0 | 27 / 60   | 1       | Governo  |
| 1993 | 1.º | 9 010 | 41,4 / 100,0 | 2,7 | 26 / 60   | 1       | Governo  |
| 1998 | 1.º | 8 907 | 40,9 / 100,0 | 0,5 | 25 / 60   | 1       | Governo  |
| 2001 | 1.º | 9 031 | 41,4 / 100,0 | 0,5 | 25 / 60   | Estável | Governo  |
| 2006 | 1.º | 7 257 | 32,9 / 100,0 | 8,5 | 21 / 60   | 4       | Oposição |
| 2008 | 2.º | 6 693 | 31,9 / 100,0 | 1,0 | 22 / 60   | 1       | Governo  |
| 2012 | 1.º | 5 828 | 29,5 / 100,0 | 2,4 | 21 / 60   | 1       | Governo  |
| 2016 | 1.º | 4 752 | 24,5 / 100,0 | 5,0 | 16 / 60   | 5       | Oposição |